# Aplidium rosaceum
Aplidium rosaceum är en sjöpungsart som beskrevs av Monniot 200. Aplidium rosaceum ingår i släktet Aplidium och familjen klumpsjöpungar. Inga underarter finns listade i Catalogue of Life.